# Targum
Targum (hebrejsky תרגום‎, „překlad“) je označení pro aramejský převod hebrejského textu Bible. Nezbytnost používání targumu se objevila v době po zničení jeruzalémského Chrámu v roce 586 př. n. l. a odvedení židovského obyvatelstva do babylonského exilu, kde byla aramejština jazykem každodenního používání. Po návratu ze zajetí měli mnozí židé problém s porozuměním hebrejskému textu, a proto bylo knězem Ezdrášem (Ezrou) při předčítání Tóry zavedeno, že levité „četli z knihy Božího zákona po oddílech a vykládali smysl, aby lid rozuměl tomu, co četli.“ Původně při této praktice stál vedle toho, kdo četl stanovený oddíl hebrejského textu Tóry, ten, kdo ho překládal do aramejštiny a zároveň vysvětloval. Později začaly vznikat překlady v písemné formě a týkaly se nejen textu Pěti knih Mojžíšových. Babylónský talmud se např. zmiňuje o targumu ke knize Job (Šabat 115a). K význačným targumům, které jsou používány i v současné době, patří Targum Onkelos a Targum Jonatan. Onkelův překlad se vyznačuje doslovností, kdežto Jonatanův spíše výkladem, midrašem. Jednu z nejstarších verzí targumu k Pentateuchu má ve svém archivu i velká Vatikánská apoštolská knihovna, a to v podobě kopie ze 16. století, která nese označení Neophyti 1.